# Leighton Smith
Leighton Warren Smith, Jr, né le 20 août 1939 à Mobile (Alabama) et mort le 28 novembre 2023 à Pinehurst (Caroline du Nord), est un amiral quatre étoiles de la marine américaine. En 1994, il devient commandant en chef des forces navales américaines en Europe et des forces alliées en Europe du Sud, position qu'il occupe au plus fort du conflit en ex-Yougoslavie. Il dirige la mise en place de la zone d'exclusion aérienne au-dessus de la Bosnie-Herzégovine par les forces de l'OTAN (Operation Deny Flight), puis la campagne de bombardement contre la république serbe de Bosnie en 1995 (Operation Deliberate Force) . Cette même année, il prend les commandes de l'IFOR, chargée de faire respecter les accords de Dayton en Bosnie-Herzégovine. Il conserve ces trois postes de commandement jusqu'à sa retraite en 1996.